# Мішель Берже
Мішель Берже (фр. Michel Berger; справжнє ім'я Мішель Жан Амбюрже, фр. Michel Jean Hamburger, 28 листопада 1947, Нейї-сюр-Сен — 2 серпня 1992, Раматюель) — французький співак, композитор, продюсер і автор пісень.

## Біографія
Народився в сім'ї лікаря і есеїста Жана Амбюрже (1909—1992) і піаністки Аннетт Хаас (1912—2002). Починав у 60-ті роки, беручи участь в проекті «Salut les copains», запущеному на радіо Europe 1. У той же час почав писати пісні для інших виконавців — так, в 1967 році він пише для Бурвіля пісню «Les Girafes». На початку 70-х років Берже спродюсував два перших альбоми молодої співачки Веронік Сансон, з якою у нього був роман. У 1973 році Франсуаза Арді записує перший за кілька років великий хіт «Message personnel», який увійшов в її 14-й студійний альбом, який отримав таку ж назву. Продюсером цього альбому і автором заголовної пісні з нього також став Берже. Розрив відносин з Веронік Сансон надихнув музиканта на запис першого сольного альбому «Cœur brisé» (в офіційній дискографії співака цей альбом називається також «Michel Berger»). У 1974 році Берже зустрічає співачку Франс Галль, для якої стає продюсером, а в 1976 році і чоловіком. У 1978 році Мішель Берже завершує роботу (спільно з Люком Пламондон, автором лібрето) над рок-оперою «Старманія» (Starmania), її прем'єра відбулася 16 квітня 1979 року в паризькому Палаці конгресів. 12 червня 1992 року Берже і Галль випускають спільний альбом «Double jeu».
Через кілька тижнів, 2 серпня, 44-річний Берже, зайнятий кількома проектами одночасно, вмирає від серцевого нападу, викликаного перевтомою. Збереглося свідчення про те, що батько музиканта, (помер за півроку до смерті Берже), закликав його поберегти своє серце і пройти медичне обстеження. Однак Берже раді не пішов. Більш того, в день, коли у нього стався напад, він грав партію в теніс, яка замість десяти хвилин тривала годину. 
Похований на кладовищі Монмартр в Парижі. Там же в 1997 році похована дочка Берже, яка померла від муковісцидозу.